# Giền trắng
Giền trắng (danh pháp khoa học: Xylopia pierrei) là một loài thực vật thuộc họ Annonaceae. Loài này có ở Campuchia và Việt Nam.